# حاجی آباد (نرماشیر)
حاجی آباد، روستایی از توابع بخش روداب (دهستان روداب غربی) شهرستان نرماشیر در استان کرمان ایران است.